# Heuchera hemsleyana
Heuchera hemsleyana là một loài thực vật có hoa trong họ Saxifragaceae. Loài này được Rosend., Butters & Lakela miêu tả khoa học đầu tiên năm 1936.